# Židé na Moravě ve středověku

Vývoj židovského osídlení na Moravě do počátku 15. století

Židé se na Moravě ve středověku začali podle dochovaných pramenů usazovat v 2. polovině 11. století. Intenzivnější rozvoj židovského osídlení ovšem nastal zejména poté, co Přemysl Otakar II. poskytl Židům v 2. polovině 13. století ochranné privilegium Statuta Judaeorum, které z Židů učinilo servi camerae (služebníky panovnické komory), kdy král získal jurisdikci nad Židy, jimž garantoval ochranu. Opatření zároveň stanovovalo pravidla židovského zastavárenství. Na konci vlády Přemyslovců již Židé bydleli ve všech čtyřech nejdůležitějších moravských královských městech (Olomouc, Brno, Znojmo, Jihlava) i některých městech vrchnostenských.
V politicky nestabilním období na přelomu 12. a 13. století se rozvoj moravského židovského osídlení zpomalil, nový impuls ovšem představoval nástup Lucemburků na český trůn, a zejména pak ustanovení Karla IV. moravským markrabětem. Karel velmi podporoval usazování Židů na Moravě, neboť se tím snažil rozmnožit zdroje příjmů, které mu z židovského zastavárenství plynuly. Kvůli hospodářskému přínosu židovských obchodníků a peněžníků potlačil své předsudky vůči Židům nejen panovník, ale také světská i duchovní vrchnost. Za těchto příznivých podmínek se Židé usadili ve všech královských městech i na některých významných vrchnostenských statcích. Měšťané a poddaní sice byli k toleranci motivováni méně, museli však respektovat, že Židé jsou pod ochranou panovníka.
Z židovského peněžního podnikání plynuly králi nemalé příjmy, zároveň však tato pro Židy charakteristická činnost měla svou odvrácenou stránku: peníze odevzdávané králi totiž nepocházely od Židů samotných, nýbrž od křesťanů, kterým židé půjčovali. Rostoucí zadlužení širokých vrstev obyvatelstva panovník dlouho neřešil, neboť regulací židovského zastavárenství by omezil také své příjmy. U židovských peněžníků se nakonec zadlužila i královská města, duchovenstvo, a dokonce i samotný markrabě. K řešení problému přikročil až Václav IV., který roku 1411 zrušil staré dluhy u židovských zastavárníků.
Husitská revoluce sice Moravu nezasáhla tolik jako Čechy, přesto však měla pro moravské židovské osídlení mnohem dramatičtější důsledky než pro Židovstvo v Čechách. Nespokojení měšťané, pro něž Židé představovali vymahače dluhů a nepříjemnou konkurenci, využili oslabení moci panovníků v 15. století a vymohli si na nich souhlas s vyhnáním Židů z moravských královských měst (1426 z Jihlavy, 1454 z Brna, Olomouce a Znojma, 1514 z Uherského Hradiště). Panovník tak sice uspokojil přání královských měst, jejichž podporu potřeboval, zároveň se však tímto krokem na poměrně dlouhou dobu zbavil významného zdroje příjmů. Na další čtyři staletí se tak změnila struktura židovského osídlení na Moravě: namísto královských měst Židé pobývali na vrchnostenských statcích.

## Přemyslovci: vznik židovského osídlení a královská ochrana

### Vznik a podoba židovského osídlení
První nepochybná písemná zmínka o přítomnosti Židů na Moravě se zachovala v Kosmově kronice, kde je roku 1067 zmíněn jakýsi pokřtěný Žid Podiva, který založil hrad v Podivíně. Z Kosmova textu ovšem není jasné, kdy byl Podiva pokřtěn, takže existuje možnost, že na Moravu přišel již jako křesťan. Dřívější údajné zmínky o židech na Moravě (zejména Raffelstettenský celní řád) nejsou dostatečně průkazné.
Další nesporná zpráva o židovském osídlení na Moravě pochází až z následujícího století. Na samém počátku 12. století dokončil Simcha bar Šmuel knihu o židovských náboženských zvyklostech Machzor Vitry. V několika následujících desetiletích byl text obohacován o dodatky, z nichž mnohé sepsal Jicchak bar Dorbelo, jenž svých znalostí různých židovských obyčejů nabyl zejména při své cestě do českých zemí, Polska a na Rus okolo roku 1140. K pojednání o pohřbívání připojil následující text: „[Po odříkání kadiš] každý vezme prach nebo trs, přičichne k němu a řekne: ‚Pamatuj, že jsme prach.‘ A vrhne jej za sebe. Tak se to dělá třikrát, aby se přerušil [vztah] mezi nimi [pozůstalými] a oním mrtvým. I vytrhávají ze země trávu a říkají: ‚A kvésti budou měšťané jako byliny země.‘ A takto se to dělá v Olomouci [אלמיצא, Olmica].“ Dorbelo pak Olomouc zmínil ještě jednou, když popisoval určitý způsob výběru liturgického čtení (paraša), který odůvodňuje: „Tak jsem to slyšel v Olomouci, já, Jicchak bar Dorbelo.“

Vývoj židovského osídlení na Moravě do konce 13. století

Popis židovské náboženské tradice v Olomouci naznačuje existenci – těžko odhadnout jak velké – židovské komunity. Nelze vyloučit, že podobná židovská společenství přebývala i v jiných městech, zejména v Brně a ve Znojmě, písemné prameny však tuto skutečnost dokládají až v 13. století.
Roku 1249 vydal český král Václav I. a moravský markrabě Přemysl Otakar listinu městských a horních práv určenou Jihlavě, jež se samozřejmostí předpokládala přítomnost židovského obyvatelstva v tomto městě. Předně bylo obchodníkům, kupcům, krčmářům a Židům zapovězeno přijímat do zástavy nebo do úschovy církevní předměty. Další ustanovení zakazovalo o Velkém pátku jakýkoli styk mezi židy a křesťany, nejspíš aby se předešlo protižidovským násilnostem, vedených touhou křesťanů pomstít se židům podle principu kolektivní viny za Ježíšovu smrt. Trest pohřbení zaživa měl nakonec stihnout žida a vdanou křesťanku usvědčené ze smilstva anebo křesťana a židovku usvědčené z pohlavního styku.
Zmínka o Židech ze Slavkova (německy Austerlitz, hebrejsky אושטלריש Ostelris) a pravděpodobně z Třeště (německy Triesch, hebrejsky טריושט Trivišť ?), která pochází asi z roku 1255, se dochovala ve sbírce respons přední autority španělského Židovstva rabína Šloma ben Aderet. Dotaz poslaný z Moravy do Španělska vypovídá nejen o rozšíření židovského osídlení do moravských vrchnostenských měst, ale také o udržování kontaktů mezi moravskými Židy a předními evropskými židovskými autoritami. Přítomnost židovského obyvatelstva ve Znojmě dokazuje teprve náhrobní kámen z roku 1256 (byť ani tato datace není zcela jistá) a v Brně nedatovaná listina Přemysla Otakara II. vydaná mezi lety 1273–1278.
Ke konci vlády Přemysla Otakara II. je tedy židovské osídlení doloženo ve všech čtyřech nejdůležitějších královských městech na Moravě (v Olomouci, Brně, Jihlavě a ve Znojmě) a snad se také udrželo také ve dvou zmíněných vrchnostenských městech (ve Slavkově a v Třešti). V období mezi smrtí Přemysla Otakara II. a nástupem Lucemburků na český trůn není možné kvůli nedostatku zpráv sledovat další změny.

### Servi camerae
Právní postavení moravských Židů v druhé polovině 13. století vycházelo zejména ze dvou bul papeže Inocence IV. (1243–1254), potvrzených českým králem Přemyslem Otakarem II. (1253–1278), a pak z listiny nazývané Statuta Judaeorum vydané králem samotným. Papežská nařízení měla především zabránit opakování protižidovských násilností podobných té, jež se odehrála roku 1235 ve Fuldě po rozšíření zprávy o údajné rituální vraždě spáchané židy, při níž bylo zavražděno 34 Židů. Papež ve svých bulách především zdůraznil nesmyslnost obvinění z rituální vraždy a zakázal protižidovské násilnosti. Přemysl Otakar II. potvrzením těchto bul 23. října 1254 váhu papežských nařízení zdůraznil.
Přemysl Otakar II. snad ještě stejného roku, snad až roku 1262, vydal privilegium nazývané Statuta Judaeorum, které mělo právní postavení Židů ukotvit ještě přesněji. Židé se především dostali do postavení servi camerae (služebníků komory), což znamenalo, že se dostali pod královskou jurisdikci a ochranu. Ačkoli se třetina ustanovení Statut Judaeorum a také další dochované dokumenty obšírně věnují židovskému zastavárenství, živila se touto činností pouze část Židů. V pramenech se ovšem peněžnictví zmiňuje v souvislosti s Židy jednak proto, že se jednalo o podnikání typicky židovské (křesťané měli půjčování peněz na úrok zapovězeno), ale také proto, že se jednalo o činnost, jež vyvolávala nejvíce problémů: církevním představitelům vadilo zastavování náboženských předmětů a prosazovali zákaz přijímat věci tohoto druhu do zástavy; židovští věřitelé zase nezřídka obtížně vymáhali nesplácené dluhy, což vyvolávalo nevraživost křesťanského obyvatelstva vůči židům, která čas od času hrozila přerůst v otevřené násilí, takže panovník musel vydávat a obnovovat nařízení, jež měla židovské obyvatelstvo chránit. Přemysl Otakar II. potvrdil platnost Statut Judaeorum vydaných roku 1254 ve Vídni hned několikrát: roku 1255 v Kroměříži a roku 1268 v Brně, Václav II. tak učinil zřejmě na počátku své vlády na žádost znojemských Židů.

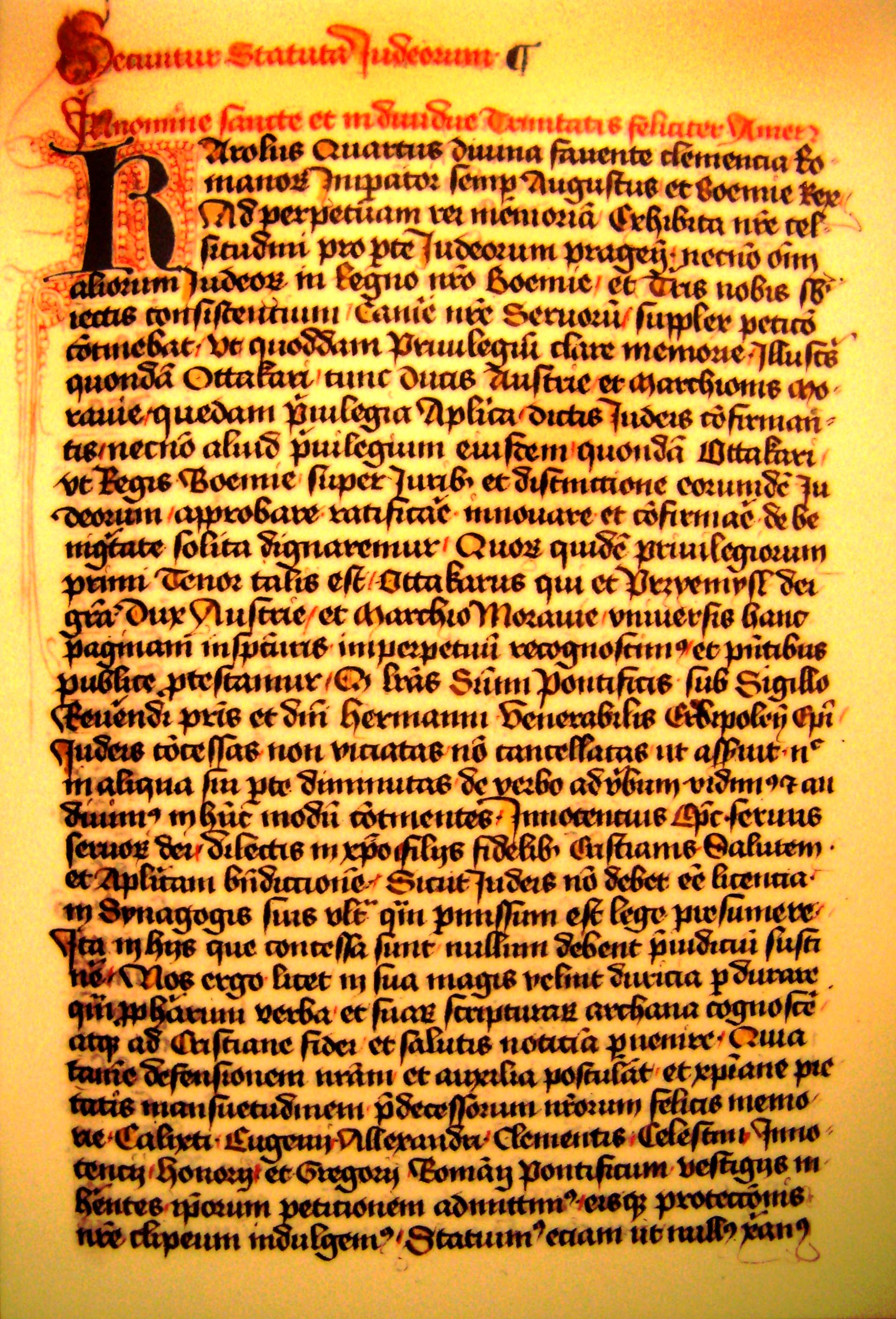
Statuta Judaeorum potvrzená roku 1356 Karlem IV.

Ačkoli episkopát vystupoval proti násilí na Židech, nelze postoj církevních představitelů vůči Židům označit za přátelský. Olomoucký biskup Bruno ze Schauenburku sice ve své zprávě o církevních a politických poměrech ve Svaté říši římské nepopisuje přímo situaci na Moravě, z jeho textu ovšem jasně vysvítá, čemu chtěl ve své diecézi zamezit: zaměstnávání křesťanských kojných u Židů, účtování úroků židovskými věřiteli, vykonávání veřejných úřadů Židy anebo zastavování kradených věcí a posvátných rouch. Jakožto jinověrci zkrátka židé pro olomouckého biskupa představovali nedůvěryhodný a nespolehlivý živel.
Snahu předcházet násilnostem vůči Židům ovšem nejenom na Moravě podmiňoval a často i omezoval pragmatismus (a v některých případech oportunismus) vládců. Navzdory tomu, že král Václav II. potvrdil Židům Statuta Judaeorum, která měla Židy chránit, sám roku 1298 – tedy v roce, kdy se v Bavorsku odehrálo velké vraždění Židů – neváhal přivlastnit si majetek Židů v celé své zemi. Snad rovněž finanční přínos židovských peněžníků vedl řád německých rytířů k tomu, aby ve svém městě Slavkově (podle názoru olomouckého biskupa nespolehlivé) židovské obyvatelstvo toleroval.

## Lucemburkové: nárůst židovského obyvatelstva a křesťanského dluhu

### Židovský regál
Nemohli-li si být Židé jisti ani za vlády krále Václava II., jenž je okradl, ačkoli je slíbil ochraňovat, tím méně jistoty měli v dobách nevyjasněných mocenských poměrů po zavraždění Václava III., posledního přemyslovského krále. Nového českého krále Jana Lucemburského Židé při jeho cestě do Brna vyšli ve slavnostním procesí přivítat daleko naproti, protože si od něho nejen oni slibovali větší právní jistotu. Jan Lucemburský vzápětí 18. června 1311 skutečně dosavadní privilegia potvrdil; Statuta Judeorum sice explicitně zmíněna nebyla, panovníkovo konání ovšem vypovídá o tom, že židovské obyvatelstvo stejně jako jeho předchůdci považoval za servi camerae a předmět královského regálu, který mohl propůjčovat městům či vrchnosti. A tak roku 1322 odměnil olomouckého biskupa Konráda nejen tím, že mu dovolil usadit ve svých poddanských městech Svitavách, Mohelnici, Vyškově a Kroměříži po jedné židovské rodině, ale navíc mu přenechal také výkon práv nad těmito Židy. Byl-li ekonomický důvod tolerance Židů řádem německých rytířů ve Slavkově pouze domněnkou, je v tomto případě zcela jasné, že biskup překonal obecnou podezřívavost církevních představitelů vůči Židům proto, že výkon práv nad Židy neznamenal pouze případně trestat násilí páchané na Židech a rozsuzovat židovské spory, nýbrž především vybírat od židovského obyvatelstva poplatky.
O Židech jakožto o majetku a zdroji příjmu se evidentně zmiňuje také listina z roku 1333, v níž se Jan Lucemburský zmínil o „našich [tj. svých] brněnských Židech [Judei nostri Brunnenses]“, kteří se měli z jedné čtvrtiny podílet na výdajích spojených s opravou městského opevnění. Židé sotva mohli tvořit jednu čtvrtinu brněnské populace, spíše se však jednalo o zámožnější složku obyvatelstva tohoto města. Podobně moravský markrabě Karel (pozdější císař Karel IV.) listinou z roku 1342 přenechal roční výnos z poplatků, který mu odváděli Židé bydlící v Uherském Hradišti, tomuto městu opět na údržbu hradeb. Tato listina navíc představuje první doklad židovského osídlení v této lokalitě.

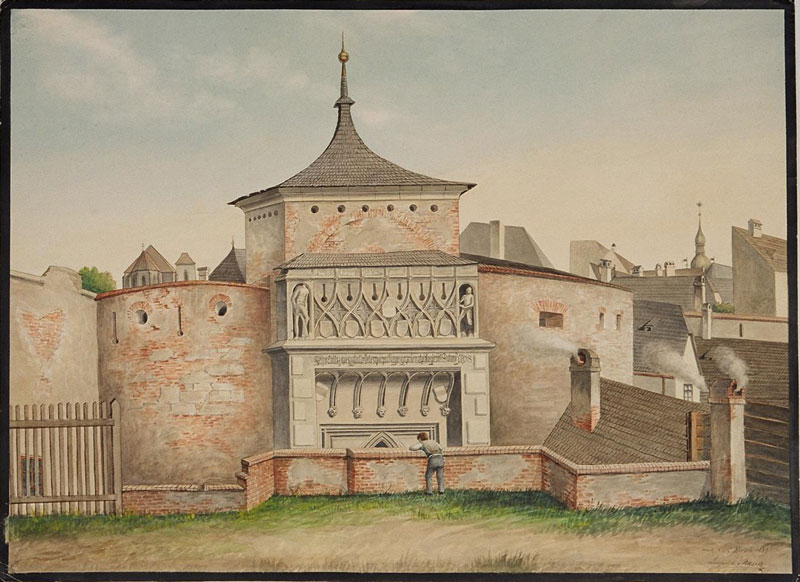
Židovská brána v Brně (poprvé zmíněna 1328, vyobrazení z poč. 19. století)

Pojímání Židů jako zdroje příjmů vysvětluje Karlovu snahu v roli moravského markraběte a později z pozice českého krále podporovat židovské osídlení, neboť se tímto měly rozmnožit zdroje jeho financí. Roku 1345 tedy Karel povolil svobodné usazování Židů v Brně a ustanovil osobu, která jediná měla právo vybírat od brněnských Židů dávky odváděné panovnické komoře. Stejného roku osvobodil Židy, kteří se přestěhují do Jihlavy, od jejich původních povinností. V obou případech uvedl Karel jako hlavní důvod těchto opatření snahu „zlepšit postavení naše a naší komory.“ Roku 1356 pojistil práva všech Židů v českých zemích potvrzením Statuta Judaeorum a roku 1360 uzavřel spolu s moravským markrabětem Janem Jindřichem dohodu s rakouským vévodou Rudolfem IV. Habsburským, která měla fixovat dosavadní židovské osídlení znesnadněním migrace Židů přes rakousko-moravské hranice.
Také Karel IV. využíval své pravomoci nad Židy k odměňování za věrné služby, například formou odpuštění veškerých dluhů u židovských věřitelů, jako to učinil roku 1360 v případě pánů z Bítova.

### Rostoucí zadlužení
Rovněž chápání Židů vládnoucími vrstvami především jako zdroje příjmů vysvětluje skutečnost, proč dochované prameny (zejména městské knihy) zachycují jako téměř výlučnou obživu Židů zastavárenství a půjčování peněz. Byla to také právě tato činnost, díky níž bylo židovské obyvatelstvo v českých zemích ne-li vítáno, pak určitě tolerováno. Peněžnictví ovšem mělo také svou odvrácenou stránku: král sice podporou židovského osídlení rozmnožoval své příjmy, získané peníze ovšem nepocházely od Židů samotných, nýbrž od stále více se zadlužujícího obyvatelstva. Židé představovali pouze mezičlánek. Podle zápisů brněnské městské knihy se většina dluhů pohybovala okolo jedné hřivny; za tuto cenu bylo tehdy možné koupit 11 ovcí nebo 4 sudy piva, nejednalo se tedy o částku nějak závratnou, přesto pro některé dlužníky dostatečně vysokou na to, aby ji nebyli spolu s nemalými úroky schopni splácet a aby kvůli nesplácení dluhů případně přišli i o svůj dům. Toto riziko nehrozilo pouze ojediněle. V případě vesnice Šatov dokonce nebezpečí neuvážených půjček vedoucí ke ztrátě střechy nad hlavou vedlo moravského markraběte Jošta k tomu, aby roku 1387 zakázal židovským zastavárníkům přijímat od obyvatelů této vesnice nemovitý majetek do zástavy. Zadlužování se ovšem netýkalo pouze nižších složek obyvatelstva, ale také měst, šlechty a církevních institucí, a dokonce i samotných markrabat. Například již roku 1372 dlužilo město Brno Židům 607 hřiven a dalších 938 hřiven křesťanům a jen tři roky na to si město od Židů půjčilo dalších 312 hřiven. Dluh markraběte Prokopa u Židů jen mezi lety 1383–1390 vzrostl z 54 na 431 hřiven.

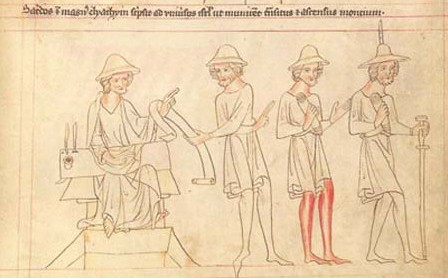
Vyobrazení specifického odívání Židů ve Velislavově bibli (1325–1349)

Tento vývoj nepříznivě ovlivňoval postoj všech vrstev obyvatel vůči Židům a mezi obyvatelstvem nacházely opět mnohem více ozvěnu protižidovské náboženské argumenty, které v době prosperity ustupovaly do pozadí. Ještě roku 1338 se na jižní Moravu rozšířily z Dolních Rakous protižidovské nepokoje motivované zvěstmi o znesvěcení hostie Židy (dochovaly se zprávy o vraždění Židů v Jemnici, Hrádku u Znojma a ve Znojmě). Násilnosti se zopakovaly již pouze roku 1349, když byli Židé zabíjeni (upalováni) odvetou za údajné šíření morové nákazy, která tehdy postihla velkou část Evropy. Ve zjitřené atmosféře vydal Karel IV. roku 1348 nařízení, jímž židovským zastavárníkům zakázal přijímat jakékoli zástavy v nočních hodinách nebo od nedůvěryhodných lidí, aby se tak předešlo zastavování kradených věcí. Olomoucký biskup Jan Volek vypjaté atmosféry zase roku 1349 využil k prosazení odlišného odívání Židů. Brzy poté se však situace uklidnila a vládu českého krále Karla IV. a moravského markraběte Jana Jindřicha doprovázela ekonomická prosperita a náboženská nevraživost slábla.
V poslední čtvrtině 14. století ovšem náboženské argumenty, předsudky či nepodložená obvinění Židů z rituální vraždy či ze zneuctění hostie opět rezonovaly ve stále širších vrstvách nespokojeného obyvatelstva. Markrabě Jošt nejenže nedokázal tuto nespokojenost utišit, ale naopak ji ještě více prohluboval svou ctižádostivou politikou, která vedla k nepokojům na Moravě, válečným konfliktům a zadlužování markraběcí pokladny. O řešení se sice roku 1393 pokusil po vizitaci olomoucké diecéze pražský arcibiskup Jan z Jenštejna, když nařídil, aby olomoucký biskup ze svého panství vypověděl židovské lichváře, z dlouhodobějšího hlediska ovšem tento zásah nepřinesl výraznějším změnu. Václav IV. se po Joštově smrti roku 1411 ujal na Moravě přímé vlády. Usoudil tehdy, že nenávist obyvatelstva vůči Židům, pramenící z neschopnosti splácet dluhy, je větší než hrozba trestu za násilí spáchané na Židech obsažená ve Statuta Judaeorum, která roku 1393 potvrdil. Pokusil se tedy široké vrstvy obyvatelstva i moravskou vrchnost uspokojit tím, že prohlásil dluhy u Židů starší než deset let za neplatné, a to na žádost olomouckého biskupa Konráda II. a moravských pánů. Přitom sám ze své zkušenosti věděl, že situace si žádá komplexnější opatření – roku 1385 zrušil dluhy u Židů v Praze, a přesto se tam již roku 1389 rozbouřené davy dopustily vraždění Židů, jaké se v Praze předtím odehrálo naposledy před třemi staletími při křižáckých výpravách.
Zrušení dluhů představovalo pouze dočasné řešení, jež neřešilo podstatu problému, jelikož nedokázalo zabránit opětovnému neuváženému zadlužování, a navíc těžce dolehlo na židovské věřitele. Na nějaký čas ovšem přece jen dokázalo uvolnit napětí mezi židovským a křesťanským obyvatelstvem. Je důležité, že ve stejné době se na Moravu začalo z Čech šířit hnutí za reformu katolické církve, které sice ve větších městech, v nichž Židé většinou žili, mnoho přívrženců nenacházelo, dokázalo však odpoutat pozornost od židovského obyvatelstva a zaměřit vášně na otázku nápravy nešvarů v církvi. K vraždění Židů jako v Praze tedy na Moravě nedošlo.

### Charakter židovského osídlení

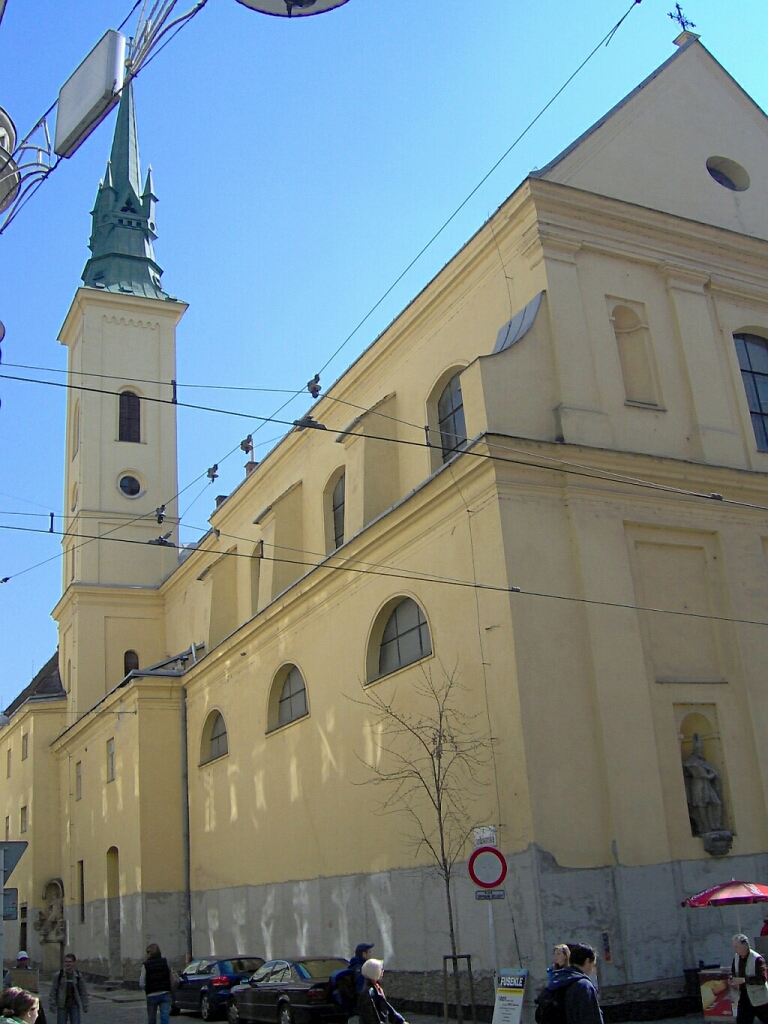
Kostel svaté Máří Magdalény v Brně, kde před vyhnáním Židů z tohoto města stála původně synagoga

Podpora židovského osídlení vládnoucími vrstvami se projevila nejen vzrůstem členů stávajících židovských komunit, nýbrž také usazováním Židů na nových místech. Ačkoli zprávy o židovském osídlení ze 14. století existují v hojnějším počtu než ze 13. století, stále se jedná spíše o náhodné zmínky, které dovolují rekonstruovat podobu židovského osídlení za vlády Lucemburků jen v přibližných obrysech. Navíc u mnohých dokladů není jasné, jak staré židovské osídlení na dotyčném místě mohlo být. Z některých dokumentů sice jasně vyplývá, že se Židé v příslušné lokalitě usadili nově (jako například po roce 1322 ve zmíněných městech olomouckého biskupa: Svitavách, Mohelnici, Vyškově a Kroměříži, roku 1334 Židé žili zřejmě také v Osoblaze v moravské enklávě ve Slezsku), v dalších případech lze stáří židovského osídlení jen těžko odhadovat (to se týká například Židů v Jevíčku a Hrádku u Znojma, jmenovaných poprvé v souvislosti s protižidovskými násilnostmi na jižní Moravě roku 1338, nebo židovské komunity v Uherském Hradišti, zmíněné v listině z roku 1342).
Zprávy o existenci židovského osídlení nezřídka vznikly jen kvůli kriminalitě, soudním procesům anebo židovskému zastavárenství. Okolo roku 1343 je doloženo židovské osídlení v Podivíně, neboť tam došlo k vraždě židovského zastavárníka a jiný Žid byl zase obviněn z krádeže; v Boskovicích se přibližně ve stejné době vedl spor ohledně koně zastaveného u Žida. Další dokumenty se podobným způsobem zmiňují o Židech v Pohořelicích (1348), Moravských Budějovicích (Pudwicz, 1362), snad ve Velké Bystřici (Bestroczicz, zmíněn židovský hřbitov, 1363), v Zaječí (de Syetz, tamní Židé vlastnili dům v Brně, 1366), ve Vratěníně (Freting, 1368), v Novém Jičíně (1377), Uničově (1387), ve Šternberku (1387), v Hostěradicích (1390), a Třebíči (1411).
Ačkoli písemné prameny zcela jistě nezachytily všechna místa pobytu Židů, lze z uvedeného vypozorovat alespoň základní trendy: 1. zahušťování židovského osídlení na jihu Moravy a v oblasti severozápadně od Olomouce, 2. usazování Židů na vrchnostenských panstvích. Počet Židů v jednotlivých místech nebyl nijak vysoký, v menších městech se jednalo jen o několik rodin, ve velkých městech o maximálně dvě stě Židů.

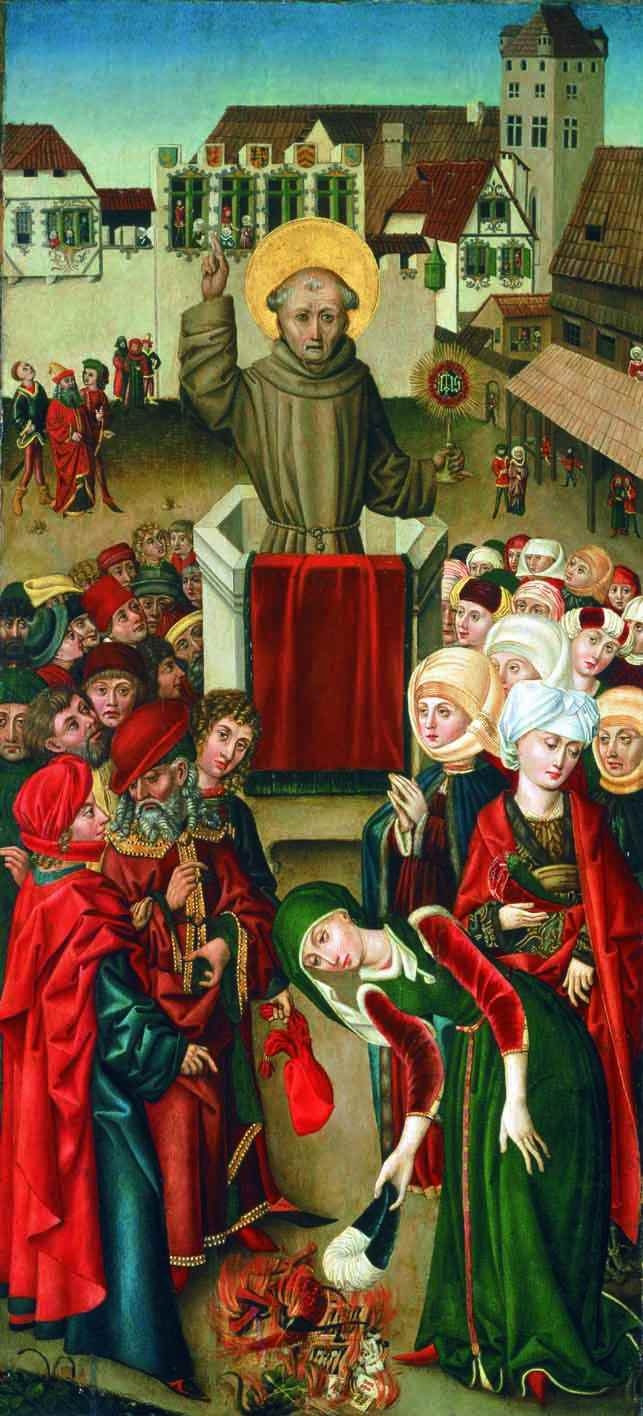
Jan Kapistrán, jenž podnítil vyhnání Židů z moravských královských měst

Většina dochovaného materiálu zprostředkovává pohled na židovskou komunitu očima křesťanů, kteří v Židech viděli především zastavárníky, ale již nedokázali zprostředkovat hlubší pohled do náboženského nebo kulturního života Židů. Spíše jen výjimečně se křesťanské prameny zmiňují o Židech jinak než jako o servi camerae nebo jako o peněžnících, a to hlavně v těch případech, kde bylo potřeba předejít potenciálním problémům. Tak tomu bylo například roku 1343 v Brně, kde při zřízení nových jatek došlo ke změně dosavadních (nedochovaných) dohod mezi křesťanskými a židovskými řezníky. Podle nových ustanovení směli Židé zadní část zvířete, kterou nemohli kvůli náboženským předpisům jíst, vcelku prodat křesťanům, přední (košer) část ovšem museli prodávat pouze Židům. Zmínky o dalších zaměstnáních Židů chybí, ačkoli v 15. století prameny zachytily značně různorodější způsoby jejich obživy. Rovněž zmínky o existenci synagog (Znojmo 1341, Uherské Hradiště 1370, Kroměříž 1389) a židovských hřbitovů nedovolují nahlédnout hlouběji do náboženského dění v židovské komunitě.

## Důsledky husitské revoluce:de non tolerandis Judaeis
Ačkoli zrušení starých dluhů u Židů trochu zmírnilo nevraživost křesťanských dlužníků vůči Židům a husitské hnutí na sebe poutalo stále více pozornosti, sotva lze hovořit o zlepšení podmínek života Židů. Židé sice do reformního hnutí opatrně vkládali naděje, neboť některé hlasy (Matěj z Janova nebo Jakoubek ze Stříbra) jim slibovaly nábožensky smířlivější přístup – byť smířlivost se neměla týkat židovského zastavárenství, po jehož větší regulaci se volalo – brzy se však dočkali zklamání. Husitské hnutí totiž nedlouho poté, co se rozvinulo v revoluci, přineslo dramatickou změnu charakteru židovského osídlení na Moravě. Oslabilo totiž moc panovníka, díky jehož (jakkoli pragmatické) ochraně mohli Židé v královských městech vcelku nerušeně žít. Královská města mohla za zachování věrnosti panovníkovi v jeho boji proti husitským vojskům a odbojné moravské šlechtě vznášet vůči panovníkovi požadavky, na jejichž podobu měly stále větší vliv cechy. Ve válečné atmosféře se přirozeně šířila různá podezření ze spolupráce s protivníkem a rostla zejména nedůvěra vůči Židům, nejodlišnější skupině obyvatel. Jihlavští měšťané, z nichž mnozí měli od Židů vypůjčené peníze, využili obvinění Židů z údajné dohody s husity a s podporou Albrechta Habsburského je ze svého města roku 1426 vyhnali.
Také ostatní královská města využila potřebu krále uchovat si jejich přízeň a vymohla si roku 1454 na Ladislavu Pohrobkovi privilegium de non tolerandis Judaeis, tj. o netrpění Židů. Sám král v listině vydané městu Olomouc svou slabost přiznává: „Učinili jsme [to] … ku větší přízni, že jsme jim [měšťanům] všechny židovské domy, jejich synagogu a hřbitov přenechali…“ Vyvlastněním židovského majetku si dotyčná tři královská města bezpochyby dosti pomohla, materiální důvody ovšem nebyly jediné. Velký podíl na vyhnání Židů z Brna měl vášnivý kazatel Jan Kapistrán, jenž přišel na Moravu, aby horlil proti husitům, ale nakonec se obrátil i proti Židům. Brno musel opustit také velmi uznávaný rabín Jisra'el Bruna, jemuž se dostalo vzdělání v Řezně u předních aškenázských učenců. Jedině Uherské Hradiště se vyslovilo pro zachování židovského obyvatelstva ve svých hradbách.

Důsledky vyhnání Židů z královských v polovině 15. století byly zřetelné ještě roku 1835, kdy podle oficiálních údajů Židé stále ještě žili mimo královská města. (Židovská obec v Osoblaze se již počítala do Slezska.)

Okradených Židů se často ujala vrchnost, jež doufala využít židovského potenciálu v soupeření s královskými městy. Pro vrchnost příliv židovského obyvatelstva na jejich statky skutečně znamenal hospodářský přínos, jinak by se kvůli němu zejména roku 1541 sotva byli vzepřeli nařízení krále Ferdinanda I., jímž vypovídal všechny Židy ze země. Pro Židy samotné ovšem vyhnání představovalo strmý pád: z králem privilegované vrstvy žijící ve střediscích hospodářského a kulturního života se rázem ocitli v malých městech, jež s trochou štěstí ležela při nějaké obchodní trase, okradeni, zbaveni královské ochrany a vydáni na milost a nemilost vrchnosti.
Naděje na změnu Židům postupně hasla: po smrti Ladislava Pohrobka se také Jiří z Poděbrad snažil zajistit si všemi prostředky přízeň královských měst. Rovněž dvojvládí Vladislava Jagellonského a Matyáše Korvína dokázala města šikovně využívat k získávání dalších privilegií a udržení stávajících. Vladislav Jagellonský nakonec roku 1514 dovolil vyhnat Židy i z posledního moravského královského města, Uherského Hradiště, byť tentokrát muselo město vyplatit Židům za opuštěné domy náhradu. Zlepšení nepřinesl ani nástup Habsburků na český trůn – již v prvním roce své vlády Ferdinand I. povolil vyhnat Židy z vrchnostenského města Třebíč, a ani jeho následovníci nedovolili návrat Židů do nejdůležitějších moravských měst.
Tento vývoj moravské Židy pouze utvrzoval v nutnost pevněji se přimknout k vrchnosti a získat její ochranu. Asi s největším úspěchem se setkalo vyjednávání s Vilémem z Pernštejna, nejvyšším hofmistrem Českého království, který přibližně roku 1490 moravským Židům za pravidelný poplatek slíbil ochranu, pokud by to „nebylo proti Bohu a zemi.“ Úzké sepětí vrchnosti a Židů pak na Moravě přetrvalo celá čtyři století, než byla roku 1848, respektive roku 1867 zrušena veškerá omezení židovského osídlení.